# Cố Văn Căn
Cố Văn Căn (tiếng Trung: 顾文根; sinh tháng 11 năm 1946) là Phó Đô đốc Hải quân Quân Giải phóng Nhân dân Trung Quốc (PLAN). Ông từng giữ chức vụ Phó Tư lệnh Hải quân Quân Giải phóng Nhân dân Trung Quốc và Tư lệnh Hạm đội Nam Hải phụ trách địa bàn Biển Đông.

## Tiểu sử
Cố Văn Căn sinh tháng 11 năm 1946 tại trấn Đông Hải, huyện Nam Hối, tỉnh Giang Tô nay thuộc trấn Chúc Kiều, khu Phố Đông, thành phố Thượng Hải. Năm 1965, ông gia nhập Hải quân Quân Giải phóng Nhân dân Trung Quốc. Ông từng đảm nhiệm chức vụ Hạm trưởng tàu ngầm.
Năm 1996, Cố Văn Căn được bổ nhiệm làm Phó Tư lệnh Hạm đội Đông Hải. Tháng 7 năm 1996, ông được phong quân hàm Chuẩn đô đốc. Tháng 7 năm 2004, ông được bổ nhiệm giữ chức vụ Tư lệnh Hạm đội Nam Hải kiêm Phó Tư lệnh Quân khu Quảng Châu thay cho ông Ngô Thắng Lợi. Tháng 7 năm 2005, ông được thăng quân hàm Phó Đô đốc.
Tháng 1 năm 2008, Cố Văn Căn được bổ nhiệm giữ chức vụ Phó Tư lệnh Hải quân Quân Giải phóng Nhân dân Trung Quốc (PLAN). Tháng 12 năm 2009, Cố Văn Căn được miễn nhiệm chức vụ Phó Tư lệnh Quân chủng Hải quân, nghỉ hưu.